# エビ中の絶盤ベスト〜おわらない青春〜
『エビ中の絶盤ベスト〜おわらない青春〜』（エビちゅうのぜっぱんベスト〜おわらないせいしゅん〜）は、私立恵比寿中学のインディーズベストアルバムである。2012年11月21日にデフスターレコーズから発売された。

## 収録曲
1. 「ebiture」
初CD化。[7]
ライブを盛り上げるオープニングナンバー。[8]
『私立恵比寿中学 放送部』テーマ曲。
2. 「なにがなんでも (エビ中ver.)」
インディーズ1stシングル『朝のチャイムがなりました!』（2010年）に収録。
桜っこクラブさくら組のシングル表題曲「なにがなんでも」（1992年）のカバー。
原曲より一部歌詞が変更されている。
3. 「大爆発NO.1」
インディーズ1stシングル『朝のチャイムがなりました!』（2010年）に収録。[注 1]
ZONEのシングル表題曲「大爆発 NO.1」（2001年）のカバー。
4. 「えびぞりダイアモンド!!」
インディーズ2ndシングル『えびぞりダイアモンド!!』（2010年）に収録。
5. 「チャイム!」
インディーズ3rdシングル『チャイム!/どしゃぶりリグレット』（2011年）に収録。
6. 「どしゃぶりリグレット」
インディーズ3rdシングル『チャイム!/どしゃぶりリグレット』（2011年）に収録。
7. 「ザ・ティッシュ〜とまらない青春〜」
インディーズ4thシングル『ザ・ティッシュ〜とまらない青春〜』（2011年）に収録。
8. 「エビ中一週間」
インディーズ4thシングル『ザ・ティッシュ〜とまらない青春〜』（2011年）に収録。
9. 「オーマイゴースト?〜わたしが悪霊になっても〜」
インディーズ5thシングル『オーマイゴースト?〜わたしが悪霊になっても〜』（2011年）に収録。
10. 「ご存知!エビ中音頭」
インディーズ5thシングル『オーマイゴースト?〜わたしが悪霊になっても〜』（2011年）に収録。
11. 「もっと走れっ!!」
インディーズ6thシングル『もっと走れっ!!』（2011年）に収録。
12. 「売れたいエモーション!」
インディーズ6thシングル『もっと走れっ!!』（2011年）に収録。
配信シングル『まだ×2売れたいエモーション!』（2022年）の表題曲として9人バージョンの「まだ×2売れたいエモーション!」が収録。
13. 「永遠に中学生」
インディーズ6thシングル『もっと走れっ!!』（2011年）に収録。
14. 「エビ中 出席番号のうた その1」
初CD化。[7]10人バージョン。（2011年）
アルバム『穴空』（2016年）に8人バージョンの「エビ中出席番号の歌 その2」が収録。
ベストアルバム『中吉』（2022年）のCD2に9人バージョンの「エビ中出席番号の歌 その3」が収録。
15. 「イッショウトモダチ」
初CD化。[7]
16. 「約束」
初CD化。[7]
17. 「また明日」
初CD化。[7]

## 収録曲クレジット
| #         | タイトル                                        | 作詞                   | 作曲                   | 編曲                   | 時間  |
| --------- | ----------------------------------------------- | ---------------------- | ---------------------- | ---------------------- | ----- |
| 1.        | 「ebiture」                                     | 前山田健一             | 前山田健一             |                        | 1:18  |
| 2.        | 「なにがなんでも (エビ中ver.)」                 | 川島だりあ             | 織田哲郎               | Marvin                 | 3:16  |
| 3.        | 「大爆発NO.1」                                  | 和田勝彦               | 和田克比古             | イワツボコーダイ       | 3:58  |
| 4.        | 「えびぞりダイアモンド!!」                      | 前山田健一             | 前山田健一             | 前山田健一             | 4:28  |
| 5.        | 「チャイム!」                                   | MIZUE                  | すみだしんや           |                        | 4:31  |
| 6.        | 「どしゃぶりリグレット」                        | 前山田健一             | 前山田健一             |                        | 5:04  |
| 7.        | 「ザ・ティッシュ〜とまらない青春〜」            | 前山田健一             | 前山田健一             | 前山田健一             | 3:53  |
| 8.        | 「エビ中一週間」                                | 前山田健一             | 前山田健一             | 前山田健一             | 3:49  |
| 9.        | 「オーマイゴースト?〜わたしが悪霊になっても〜」 | おばけ: 前山田健一     | おばけ: 前山田健一     | おばけ: 前山田健一     | 4:46  |
| 10.       | 「ご存知!エビ中音頭」                           | 町内会の人: 前山田健一 | 町内会の人: 前山田健一 | 町内会の人: 前山田健一 | 3:58  |
| 11.       | 「もっと走れっ!!」                              | 前山田健一             | 前山田健一             | 前山田健一             | 4:16  |
| 12.       | 「売れたいエモーション!」                       | さつき が てんこもり   | さつき が てんこもり   | さつき が てんこもり   | 4:01  |
| 13.       | 「永遠に中学生」                                | 前山田健一             | 前山田健一             | 前山田健一             | 4:31  |
| 14.       | 「エビ中 出席番号のうた その1」                 | 前山田健一             | 前山田健一             | 前山田健一             | 5:06  |
| 15.       | 「イッショウトモダチ」                          | 山田竜平               | 山田竜平               | 川端良征               | 5:14  |
| 16.       | 「約束」                                        | 田形美喜子/Power Age   | michitomo              | michitomo              | 3:55  |
| 17.       | 「また明日」                                    | mizue                  | すみだしんや           |                        | 5:11  |
| 合計時間: | 合計時間:                                       | 合計時間:              | 合計時間:              | 合計時間:              | 71:25 |

特典
- 初回：メンバー9人ランダムトレカ[9]（#029 瑞季 - #037 柏木ひなた）
- 初回：応募券（エー賞：後日発表、ビー賞：サイン会参加券）[10]
- 店舗特典：インディーズ時代のジャケットを使用したポスター[10]